# Enric Duran
Enric Duran i Giralt (* 23. dubna 1976 Vilanova i la Geltrú) je španělský antikapitalistický aktivista katalánské národnosti.
Je synem lékárníka a v mládí byl hráčem a trenérem stolního tenisu. Pod vlivem četby Ericha Fromma se připojil k antiglobalizačnímu hnutí a účastnil se barcelonských protestů proti Světové bance v červnu 2001. Pak provozoval nezávislou společnost Infoespai. 
V letech 2006 až 2008 si vypůjčil u 39 bank částku celkově 492 000 eur. V září 2008 veřejně oznámil, že dluh nebude splácet a prostředky použije k financování svého boje proti kapitalismu. Získal proto přezdívku „bankovní Robin Hood“. Svůj čin vysvětlil tím, že chtěl vyvolat veřejnou debatu o fungování finančního systému a příčinách velké recese. Vydal bezplatně distribuované manifesty Crisis a Podem!, v nichž propaguje občanskou neposlušnost a vyzývá k rozsáhlým společenským reformám. Hlásí se ke koncepci nerůstu, inspiruje se anarchismem Buenaventury Durrutiho a poukazuje na propojení velkého kapitálu s politickými stranami. 
V březnu 2009 byl v Barceloně uvězněn a po dvou měsících byl propuštěn na kauci. V roce 2010 založil Katalánské sdružené družstvo (Cooperativa Integral Catalana), které mělo být vzorem demokraticky řízené hospodářské aktivity. Na jeho činnost navázal projektem celosvětové družstevní sítě Faircoop využívající alternativní měnu faircoin.
Před dalším soudním procesem plánovaným na únor 2013, v němž mu hrozil osmiletý trest odnětí svobody, Duran opustil Španělsko a skrýval se na neznámém místě. V roce 2024 byl v Paříži zatčen a obviněn z nelegálních machinací s kryptoměnami.
Dokumentaristka Anna Giralt Gris o něm v roce 2022 natočila film Robin Bank.